# Walter Bryan Emery
Walter Bryan Emery (Liverpool, Egyesült Királyság, 1902. július 2. – 1971. március 11.) angol egyiptológus.

## Élete
Liverpoolban, az Egyesült Királyságban született 1902-ben. Egyiptológus pályafutását megelőzően a tengermérnöki tudományok területével is megismerkedett. Kitűnő tervezőmérnök vált belőle, vonalrajzai áthatottak későbbi, az egyiptológiával kapcsolatos műveire is.
Egy előzetes képzést követően a Liverpooli Régészeti Intézetnél, Egyiptomba ment első alkalommal az Egyiptomi Felfedezési Társaság személyzetének asszisztensként 1923-ban, ahol segített Ahet-Aton (vagy Amarna, egy Ehnaton fáraó által alapított város Közép-Egyiptomban) feltárásai során.
1924-ben már területi igazgató is volt a Liverpooli Egyetemnél dolgozó Sir Robert Mond ásatásainál Théba környékén. Főleg tisztogatási, újítási és védelmi munkálatokat végzett el Sejh Abd el-Kurna nekropoliszának ásatásainál. 1924 és 1928 között a Mond-expedíció oldalán folytatta igazgatói szerepének betöltését, és ásatásokat végzett Núbia, Luxor és Théba területén.
Életét feltárásoknak és régészeti ásatásoknak szentelte a Nílus völgyében. Régészeti munkáját a második világháború szakította meg, melyben a britek oldalán hat évig szolgált, és amelyet a Kairóban végzett diplomáciai működés követett újabb négy éven át.
1971. március 11-én hunyt el.

## Munkái
| Kattints az alábbi külső linkek egyikére! | Kattints az alábbi külső linkek egyikére! |
| ----------------------------------------- | ----------------------------------------- |
| Nem található szabad kép.(?)              |                                           |
| külső link · jogvédett                    | Walter B. Emery portréja                  |

Emery számos művet publikált, a legjelentősebbek:
- 1938, The Tomb of Hemaka, Cairo
- 1939, Hor-aha, Cairo
- 1949, Great Tombs of the First Dynasty I, Cairo
- 1954, Great Tombs of the First Dynasty II, London
- 1958, Great Tombs of the First Dyansty III, London
- 1961, Archaic Egypt, Edinburgh
- 1962, A Funerary Repast in an Egyptian Tomb of the Archaic Period, Leiden

## Fordítás
- Ez a szócikk részben vagy egészben  a   Walter Bryan Emery című angol Wikipédia-szócikk fordításán alapul.  Az eredeti cikk szerkesztőit annak laptörténete sorolja fel. Ez a jelzés csupán a megfogalmazás eredetét és a szerzői jogokat jelzi, nem szolgál a cikkben szereplő információk forrásmegjelöléseként.